# Me (песня CLC)
Me (с англ. — «Я»; стилиризуется как ME (美)) — сингл южнокорейской гёрл-группы CLC. Сингл был выпущен 29 мая 2019 года Cube Entertainment в качестве цифрового сингла. Клип на песню также был выпущен 29 мая.

## Предпосылки и релиз
22 мая 2019 года было объявлено, что группа выпустит новую песню через четыре месяца после их последнего релиза. Предварительный просмотр песни был представлен на их концерте Dream Concert 2019, которая состоялась 18 мая.
Песня была выпущена как цифровой сингл 29 мая 2019 года через несколько музыкальных порталов, включая Melon и iTunes.
Сингл дебютировал на 8 строчке в социальном чарте Gaon за неделю, закончившуюся 1 июня 2019 года.

## Композиция
Песня была написана MosPick, который также выступает в качестве. продюсера. Участница группы Еын также участвовала в написании текста песени.Billboard описал песню как «пропульсивный электронный танцевальный трек, который тратит свое время на создание мягких, вдохновленных регги мелодий, чтобы привести к динамическим каплям ловушек и хору, полному ревущих рогов, скандирующих рефренов и причудливых синтезаторов».
«Me (美)» стилиризуется китайским иероглифом как двойное значение, так как перевод означает «красивый» и произносится как английское заглавное слово.

## Музыкальное видео
Музыкальный видео был выпущен вместе с синглом 29 мая. Видео показывает акт, выполняющий ожесточенную, хореографию в нарядах военной группы. Видео превысило 2,2 миллиона просмотров за 17 часов с момента релиза.

## Чарты
| Chart (2020)                        | Peak position |
| ----------------------------------- | ------------- |
| США World Digital Songs (Billboard) | 5             |